# 小新街站
小新街站是位于中华人民共和国云南省昆明市嵩明县牛栏江镇的一个铁路车站，建于1940年，有沪昆铁路经过该站，现办理客运业务，车站及其上下行区间均已电气化。车站距离贵阳站564公里，隶属中国铁路昆明局集团曲靖车务段，是五等站。